# Прва резервна војна болница у Смедеревској Паланци
Прва резервна војна болница у Смедеревској Паланци била је једна од 58 привремених санитетских установа у Краљевини Србији, која је основана с краја 1914. године, након што је у даљем току Првог светског рата Смедеревска Паланка стављена у средиште ратних збивања. Поред збрињавања рањених из борби вођених у току 1914. и 1915. године, у болници су збрињавани и оболелели борци и становништво од сва три типа тифуса: пегавог тифуса или пегавца (typhus exanthematicus), трбушног тифуса (typhus abdominalis) и повретног тифуса (febris recurrens), које су у виду масовних епидемија харале Србијом.
Од оснивања, па до престанка са радом судбина болнице била је везана за судбину српског народа и српске војске, тако да је крајем ратне 1915. године, део састава болнице био принуђена да, тешке болеснике остави на даље збрињавање непријатељу, и крене са војском и делом народа у албанску голготу.

## Услови који су утицали на оснивање војне болнице у Смедеревској Паланци
Разлоге војних власти Краљевине Србије да Смедеревску Паланку одреде за седиште војне болнице треба тражити у њеном географском положају, материјалним, кадровским и организационим могућностима. Смедеревска Паланка се, у том историјском тренутку, налази у срцу Србије, у залеђу збивања на Дрини и Колубари, на главној железничкој комуникацији Београд — Ниш, којом су саобраћали санитетски возови. Поред тога, новосаграђена касарна не само да је располагала смештајним капацитетима, већ се налазила у близини пруге, тако и изворишта минералне лековите (киселе) воде. Сама варош је тада имала развијену трговину и занатство, што је обезбеђивало, уз богато пољопривредно залеђе, лако снабдевање болнице свакодневним потрепштинама.
Ипак, не треба занемарити могућност да је пресудну улогу при опредељењу војних власти да Смедеревски Паланку изабере за седиште војне болнице, одиграла чињеница да су у Смедеревској Паланци већ постојала друштва Црвеног крста и Коло српских сестара, са бројним чланством, обученим у пружању медицинске помоћи, и варошки лекари који су „занат ратних хирурга” испекли у балканским ратовима (лечећи, према расположивих изворима у периоду Првог и Другог Балканског
рата 1.422 рањеника и болесника).

## Историја
На основу оскудно сачуване расположиве архивске грађе, може се закључити да су на почетку Првог светског рата у реквирираним зградама у Смедеревској Паланци биле стациониране бројне артиљеријске, коњичке и авијатичарске војне јединице. А имајући у виду добру организују у болничком збрињавању рањеника и велико искуство варошких лекара у лечењу рањеника, стечено за време балканских ратова, од санитетских установа у другој половини 1914. године основане су:
- У кући кафеџије Жике Симића, 15. децембра 1914. године, амбуланта дивизиона коњичке артиљерије.
- У Хотелу „Круна“, власника Василија Јанковића, 20. децембра 1914. године, амбуланта резервног инжењеријског батаљона.
- У кући трговца Ивка Мирковића, од 10. децембра 1914. године, смештен је ординација др Хранислава М. Јоксимовић, санитетског мајора.[3]
- У пред крај 19. века изграђеној касарни, у истим просторијама у којима је под истим називом радила болница и у балканским ратовима, Прва резервна Смедеревска Паланачка војна болница.

За првог управника болнице постављен је др Едуард Михел, у чину санитетског мајора, који ће касније током рата бити једна од жртава у великој епидемији пегавог тифуса (1915).
Поред др Едуарда Михела у Првој резервној паланачкој војној болници, као главни хирург Моравске дивизије првог позива, радио је и др Леон Коен, до премештаја у Ћуприју.

## Рад болнице до уласка окупатора у Смедеревску Паланку
Рад прве резервна паланачка војна болница био је везан од њеног оснивања за судбину српског народа и српске војске, тако да је крајем ратне 1915. године, део састава болнице био принуђена да крене са војском и делом народа у албанску голготу.
А у болници су се поред збрињавања пристиглих са фронта, због бројних задобијених рана, већ првих дана свог рада суочили и са надирућим заразама. Из рачуна испостављеног Пореском одељењу Јасеничког среза у Паланци, од 16. јануара 1915. године, сазнаје се да је мајстор Ђорђе Ђорђевић израдио: 
...три комада фирми за заразну болест
, што значи да су лечења зараних болесника обављана на три локације у Смедеревској Паланци.

Доступни документи илуструју с каквим се тешкоћама болница и њен кадар сусретао у свом раду, и труду и пожртвовању особља које је радило у оскудним условима, и при томе сачувало велћи број живота, како рањених и оболелих војника, довезених са фронта, тако и цивила, грађана општине Смедеревска Паланка и околине у многим случајевима. Како га је обављао најбоље данас, сведочи једна од многобројних захвалница упућених управи болнице, од 26. фебруара 1915. године: 
„Велико Вам хвала на пријему и гостопримству од кога зависише мој опстанак и живот тога дана...“
 О томе говори и деловодни број болнице бе. 8394 од 9. фебруара 1915. године, у коме се наводи обим посла са којим се суочавао болнички персонал.
И поред улаганих напора добровољних болничарки Кола срских сестара, у условима харајућих епидемија и ратних неприлика, умирања су се наставила. Како је време одмицало, и извештаји о смртним случајевима свештеника паланачког, упућених Суду општине, бивали су све чешћи.
Према признаници пореског одељења среза Јасеничког од 5. јуна 1915. године испоставља се да је у Паланци, поред Прве резервне паланачке војне болнице, у то време, радила и среска амбуланта, за коју је Општина Паланка плаћала кирију од 60. динара у сребру месечно.

У каквом је стању окупатор затекао болницу и каква је судбина задесила њене болеснике – за сада нема података. Међутим, један акт из 1940. године, у коме општинска управа обавештава начелника среза Јасеничког можда даје одговор на та питања, јер у њему стоји: 
„... провером на лицу места установила да  постоје 465 гробова српских војника, који се имају есхумирати“.

## Рад болнице по уласка окупатора у Смедеревску Паланку
По уласку окупационих снага Аустроугарске царевине на простор Краљевине Србије, болница је променила статус и назив и постала Царска и Краљевска окружна болница у Паланци. Она више није војна установа, већ цивилна, грађанска здравствена установа која је до 1918. функционисала по законодавству окупационих власти.